# Ястребов Митрофан Пилипович
Митрофан Пилипович Ястребов (рос. Митрофан Филиппович Ястребов, 1845 р. — 13 вересня 1906 р.) — російський богослов, заслужений екстраординарний професор, письменник; дійсний статський радник.

## Життєпис
Народився у в селі Кулеватове Моршанського повіту Тамбовській губернії в родині священика.
У 1862 році закінчив Тамбовське духовне училище, в 1868 р. — Тамбовську духовну семінарію.
У 1867—1871 рр. навчався в Київській духовній академії, і завершив студії зі ступенем магістра, після чого був направлений бути викладачем грецької мови в Воронезьку духовну семінарію; де два роки працював викладачем.
У 1873—1884 рр. викладав порівняльну і викривальну теологію в Київській духовній академії, далі — догматичне богослів'я у 1884—1905 роках.
Від червня 1902 р. до липня 1906 р. — був інспектором зазначеної академії в м. Києві.
Помер від тяжкої хвороби 13 вересня 1906 р..

## Праці
Переклав твори блаженного Авґустина й Ієроніма з латинської на російську мову (опубліковані в Трудах Київської духовної академії (ТКДА). Зробив розвідки про діячів Київської духовної академії:
- єпископа Макарія Булгакова (ТКДА, 6, 1887),
- Димитрія Муретова (1899),
- архієпископа Іннокентія Борисова.

Головні його праці:
- (рос.)«Іезуиты и их педагогическая деятельность в Польше и Литве» (ТКДА, 2, 1869);
- (рос.)«Учение Аугсбургского исповедания и его апологии о первородном грехе» (Киев, 1877, магист. диссерт.);
- (рос.)«Учение лютеранских символов о первородном грехе», «Идея папского главенства» (ТКДА), 6, 10, 12, 1878);
- (рос.)«Путешествие Константинопольского Патриарха Иеремии II в Москву в 1588» (ТКДА, 1, 1880);
- (рос.)«Католический догмат о непогрешимости папы» (ТКДА, 11, К., 1881);
- (рос.)«Происхождение литургии по свидетельствам книги Деяний и посланий апостола Павла» (Киев, 1897);
- (рос.)«Что такое церковь?» (Киев, 1902);
- (рос.)«Соглашение библейского сказания о миротворении с научными данными и выводами естествознания» (ib., 1903).